# Gare de Várzea Paulista
La gare de Várzea Paulista (en portugais Estação Várzea Paulista) est une gare ferroviaire de la ligne 7 (Rubis) de la Companhia Paulista de Trens Metropolitanos (CTPM). Elle est située rue Antônio Feres au centre de la municipalité de Várzea Paulista dans l'État de São Paulo, au Brésil.

## Situation ferroviaire

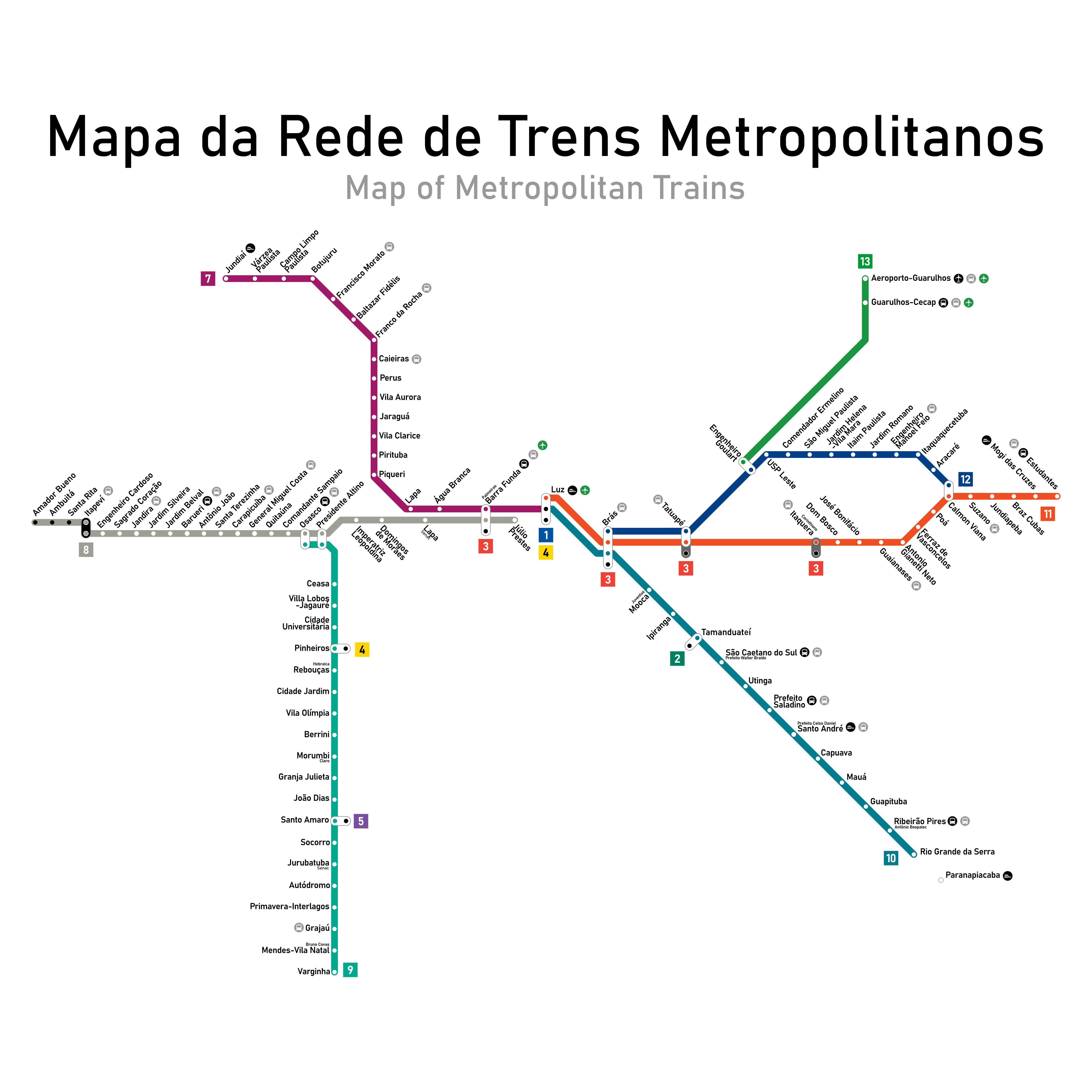
Plan des lignes de la CPTM (2020).

Établie à 720 mètres d'altitude, la gare de Várzea Paulista est située sur la ligne 7 (Rubis) de la Companhia Paulista de Trens Metropolitanos (CTPM), entre la gare de Campo Limpo Paulista, en direction de la gare terminus de Brás, et la gare de Jundiaí, terminus de la ligne. 